# 妖怪お国自慢
『妖怪お国自慢』（ようかいおくにじまん）は2015年11月20日
から2016年4月8日まで配信していた日本のアニメ観光番組である。

## 概要
『妖怪お国自慢』は妖怪キャラクターが各地の名所や名産品を楽しく紹介する番組。 MC妖怪は 桑原由気、中島葵。各県のゲスト妖怪には小西克幸、大亀あすか、金元寿子

山下七海、奥野香耶、茜屋日海夏、鍋井まき子、安野希世乃、ブリドカットセーラ恵美、寺島拓篤ら人気声優が登場。
Youtube版本編は妖怪界のお姫様姉妹である、“刑部（おさかべ）姫”と“亀姫”がホスト役（MC）となって、毎回、各都道府県の妖怪をゲストとして招きトークを展開する。

各都道府県の妖怪たちが、姉妹を満足させ一流の“土地妖怪”として認められるために、各地の特産品やまだ地元以外ではあまり知られていない名所情報、土産話などを紹介する。

ニコニコ動画版コメンタリー番組では、ホスト役（MC）妖怪を演じる二人の声優が顔出しで登場。本編映像を見ながら、地域の名産品を食べたり、趣味などについて語っている。

普段の二人が垣間見える番組となっている。

## 登場キャラクター

### MC妖怪
刑部姫（おさかべひめ）
声 - 桑原由気
亀姫（かめひめ）
声 - 中島葵

### ゲスト妖怪
和歌山妖怪
コサメ小次郎（こさめこじろう）
声 - 小西克幸
岡山妖怪
温羅（うら）
声 - 金元寿子
広島妖怪
おさん狐（おさんぎつね）
声 - 大亀あすか
香川妖怪
旧鼠（きゅうそ）
声 - 鍋井まき子
徳島妖怪
お松大権現（おまつだいごんげん）
声 - 山下七海
岩手妖怪
羅刹鬼（らせつき）
声 - 奥野香耶
秋田妖怪
辰子姫（たつこひめ）
声 - 茜屋日海夏
宮城妖怪
提灯小僧（ちょうちんこぞう）
声 - 安野希世乃
福島妖怪
朱の盆（しゅのぼん）
声 - ブリドカットセーラ恵美
石川妖怪
猿鬼（さるおに）
声 - 寺島拓篤